# First Ditch Effort
Albums de NOFX
Self Entitled Single Album
First Ditch Effort est le treizième album studio du groupe de punk rock américain NOFX. Il est sorti en juillet 2016.

## Titres
1. Six Years On Dope - 1:32.
2. Happy Father's Day - 1:14.
3. Sid And Nancy - 2:22.
4. California Drought - 3:14.
5. Oxy Moronic - 3:56.
6. I Don't Like Me Anymore - 2:30.
7. I'm A Tranvest-Lite - 2:16.
8. Ditch Effort - 1:47.
9. Dead Beat Mom - 2:18.
10. Bye Bye Biopsy Girl - 2:00.
11. It Ain't Lonely At The Bottom - 1:33.
12. I'm Sorry Tony - 3:18.
13. Generation Z - 5:07.

## Musiciens
- Fat Mike : chant, basse, claviers, et piano.
- El Hefe : guitare, chœurs  et trompette.
- Eric Melvin : guitare, chœurs, et claviers.
- Erik Sandin : batterie et chœurs.